# Улица Спартака (Тверь)
У́лица Спартака́ — улица в Пролетарском районе города Твери, проходит от проспекта Калинина до 4-й Путейской улицы.

## География
Улица Спартака является продолжением улицы Дарвина, начинается от 4-й Путейской улицы и продолжается на северо-запад. После Промышленного колледжа и Христорождественского монастыря поворачивает на север. Пересекает Тьмаку и упирается в проспект Калинина, где переходит в улицу Карла Маркса.
Общая протяжённость улицы составляет 1,4 км.

## История
Улица существовала с XVI века за чертой города как Рождественская слобода, название которой происходило от расположенного рядом Христорождественского монастыря. В 1609 году улица подверглась разорению при польско-литовском нашествии, в середине XVII века частично восстановилась.
Изначально это была сельская территория, застраивалась деревенскими избами с одной южной стороны, но среди них встречались и каменные дома. Крестьянам этой деревни принадлежали окрестные земли, которые в 1850-х годах сдавались в аренду под текстильные фабрики.
В конце XIX века слобода вошла в черту Твери и получила название улица Каулинские Горки. Первое слово этого названия указывает на народное название фабрики купца Н. И. Каулина, употреблявшееся даже после её продажи в 1878 году П. В. Бергу. Второе слово — «горки» — означает возвышенную территорию, возможно, незаливные весной луга.
В конце XIX — начале XX века на месте прежних деревенских изб были построены новые деревянные дома, в том числе двухэтажные, а потом — четырёхэтажные казармы для рабочих.
В 1920-х годах улица получила современное название.
В 1950-х годах были построены новое здание ДК имени Трусова, трёхэтажный кирпичный жилой дом № 4/2 и 2 четырёхэтажных с магазинами, химчистка и сапожная мастерская.
В 1970-х годах были построены 2 общежития (дома № 39а и 41Б).
В 2006 — 2007 годах в глубине квартала за домом № 42 был построен кирпичный пятиэтажный жилой дом № 43Б. В начале 2010 годов снесли дом № 7.

## Здания и сооружения
Здания и сооружения улицы, являющиеся объектами культурного наследия:
- Дом 34 — дом жилой с проездными воротами. Выявленный памятник архитектуры. Начало 19 века. Панорама.
- Дом 39 — здание текстильного техникум. Исторический памятник.
- Дом 42 — Дом культуры им. И. А. Трусова. Исторический памятник.
- Дом 43 — Казармы Рождественской мануфактуры П. В. Берга.
- Дом 44 — дом жилой, 1905. Региональный памятник архитектуры.
- Дом 47 — Мануфактура Берга.
- Памятник А. П. Вагжанову — памятник монументального искусства областного значения.

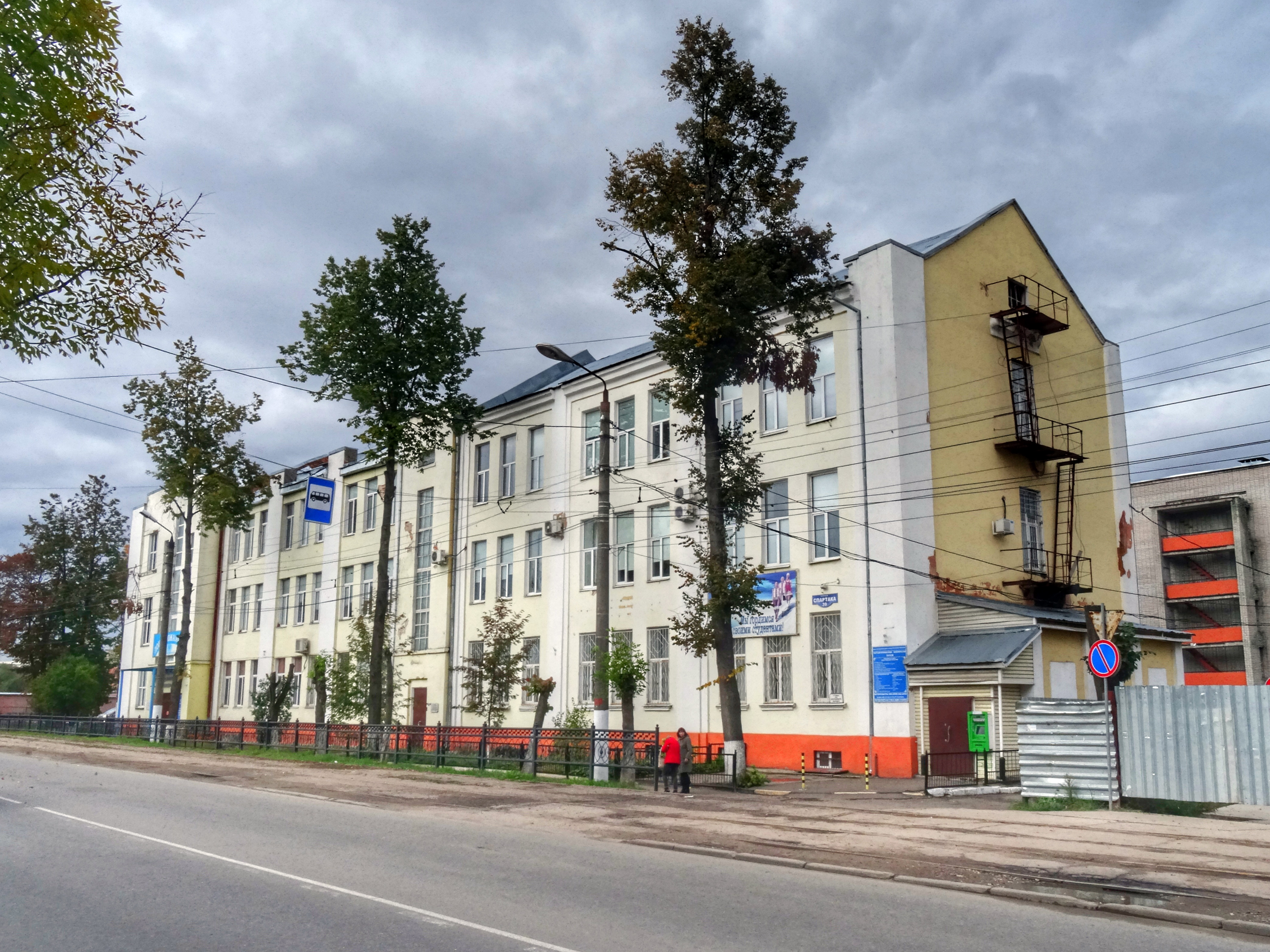
Дом 39
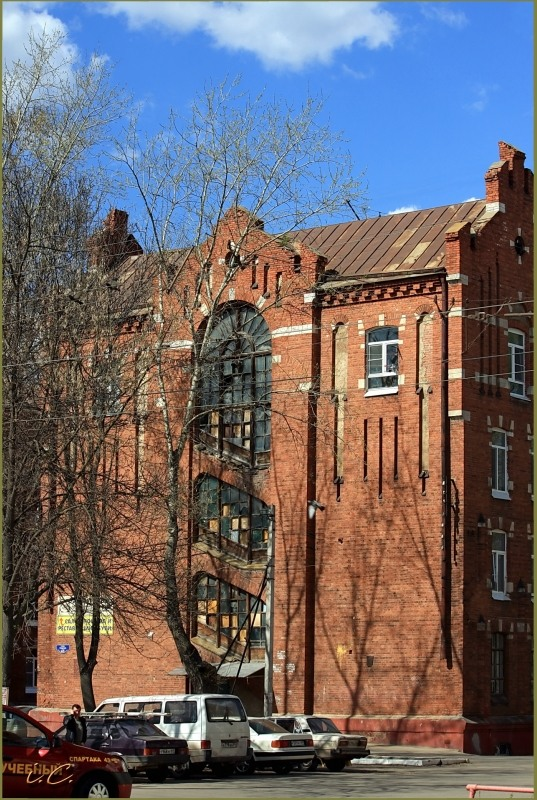
Казармы Рождественской мануфактуры П. В. Берга
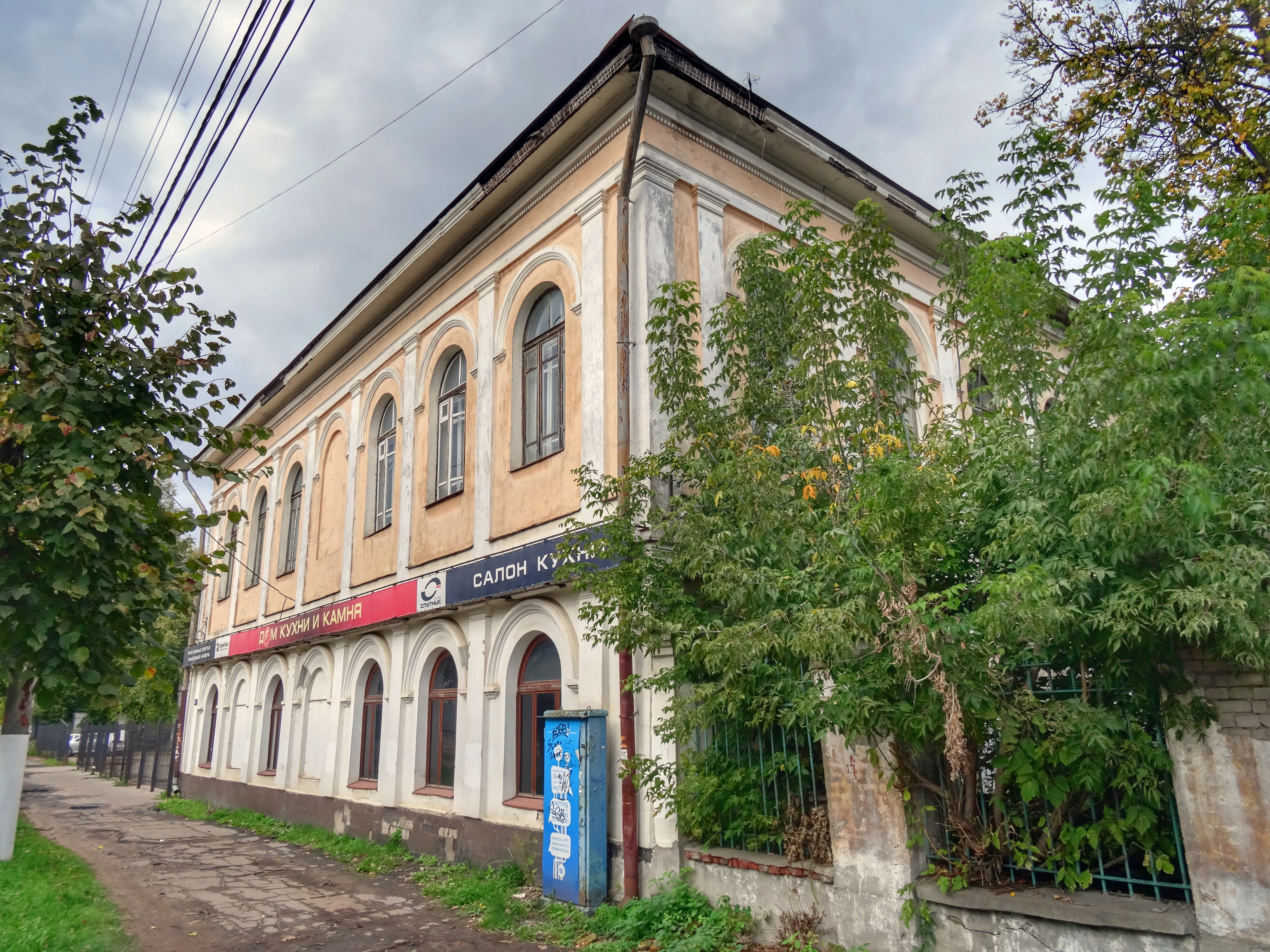
Мануфактура Берга